# Crenadactylus occidentalis
Crenadactylus occidentalis — вид геконоподібних ящірок родини диплодактилідів (Diplodactylidae). Ендемік Австралії. Описаний у 2016 році.

## Поширення і екологія
Crenadactylus occidentalis мешкають на західному узбережжі Західної Австралії в околицях Карнарвону і затоки Шарк-Бей. Вони живуть на спінніфексових луках і прибережних дюнах, порослих акацієвими і банксієвими чагарниками, на висоті до 100 м над рівнем моря, не далі, ніж за 100 км від узбережжя.